# محمد ابراهیم غرزی
محمد ابراهیم غرزی (انگلیسی: Mohamed Ibrahim Gharzai) بازیکن فوتبال اهل افغانستان است.
وی به همراه  تیم ملی فوتبال افغانستان در بازی‌های المپیک تابستانی ۱۹۴۸ شرکت کرده است.